# 모스크바 평화 조약

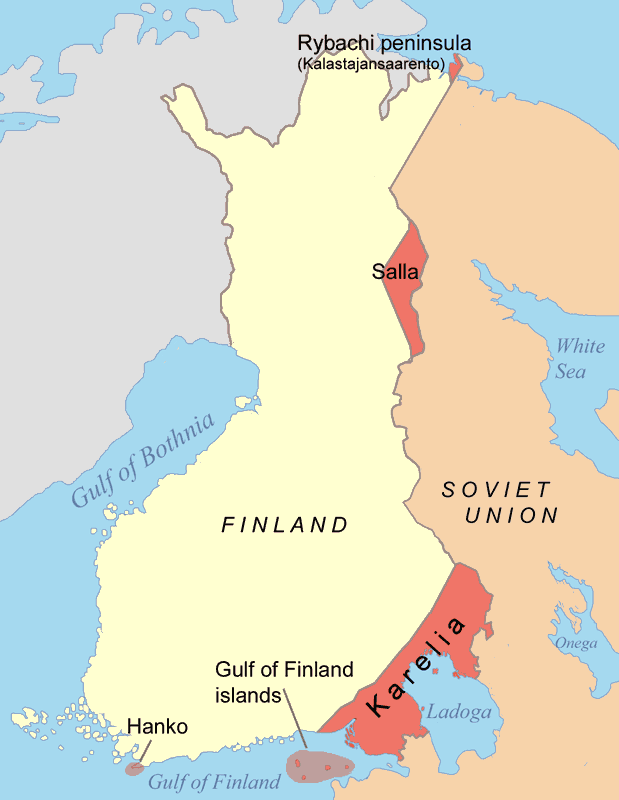
모스크바 평화 조약에 따라 핀란드가 소련에 할양한 영토

모스크바 평화 조약은 1940년 3월 12일에 핀란드와 소련 사이에 체결되어 3월 21일에 비준한 평화 조약이다. 105일 동안 벌어진 겨울 전쟁을 종식시킨 이 조약에 따라 핀란드는 상당수의 영토를 소련에 할양했지만 핀란드의 독립을 보증하면서 러시아제국의 지배를 받은 핀란드를 다시 차지하려던 스탈린의 계획이 실패했다. 소련 측에서는 뱌체슬라프 몰로토프, 안드레이 즈다노프, 알렉산드르 바실렙스키, 핀란드 측에서는 리스토 뤼티, 유호 쿠스티 파시키비, 루돌프 발덴, 배이뇌 보이온마가 서명했다.
이 조약에 따라 핀란드는 비보르크를 포함한 카렐리야 지협, 라도가호의 핀란드 호반 지역을 소련에 할양했다. 또한 항코 반도를 30년 동안 소련에 임대했다.

## 같이 보기
- 타르투 조약 (러시아-핀란드)
- 모스크바 휴전 협정